# プロリルアミノペプチダーゼ
プロリルアミノペプチダーゼ(Prolyl aminopeptidase、EC 3.4.11.5)は酵素である。以下の化学反応を触媒する。
ペプチドからN末端のプロリンを選択的に遊離する。
この酵素の機能には、マグネシウムイオンが必要である。